# Кузбасский центр образования
Кузбасский центр образования — многофункциональное образовательное учреждение в Кемерове.

## История
1930—1964
В 1930 году в Кемерово начала работать школа для глухих детей. В 1932 году школу перевели в село Берёзово Кемеровского района. Для школы выделили один большой дом. В первом классе обучались 7 человек.
В 1934 году в Кемерово была открыта школа ликбеза. Своего помещения для занятий не было и уроки проходили на предприятиях, где работали глухие рабочие.
В 1964 году в Кемерово образовалась Школа рабочей молодёжи № 17 для глухих. Школа рабочей молодёжи была основана на базе школы глухих для взрослых Кемеровского ВОГ.
1964—2009
В 1968 году было принято решение о реорганизации и открытии «Кемеровской областной очно-заочной школы глухих и слабослышащих». Первым директором была назначена Родина Татьяна Петровна. В структуру школы вошли многочисленные учебно-консультационные пункты (УКП), находившиеся в крупных промышленных городах Кузбасса (Новокузнецк, Прокопьевск, Юрга, Анжеро-Судженск и др.)
Зачисляли на обучение в УКП работающую молодежь и взрослых глухих, желающих получить полное среднее образование. Обучение в учебно-консультационных пунктах было очно-заочным по принципу «вечерней школы». В г. Кемерово наряду с Кемеровским УКП обучение осуществлялось и в очной форме с зачислением младших школьников.
В 1997 году Школа получила новое здание по адресу: Московский проспект, 17а. С середины 1990-х годов Школа неоднократно переименовывалась с целью приведения наименования образовательного учреждения в соответствие с требованиями законодательства. С этого же времени происходило сокращение УКП в связи с уменьшением численности обучающихся.
Последним УКП до 2014 года оставалось Новокузнецкое под руководством Полинова Владимира Ильича. В то же время приём на обучение в г. Кемерово по-прежнему осуществлялся со всей области.
Современный период. 2009 год по настоящее время.
В 2009 году Учреждение возглавил Боков Алексей Владимирович. С начала 2010 года сфера деятельности школы начала постепенно расширяться от единственной специализации (обучение детей с нарушениями слуха) до формирования широкого спектра образовательных услуг детям с различными нозологиями, а также консультативной и методической помощи образовательным организациям региона в направлении развития инклюзивного образования.
В 2014 году накануне юбилея Учреждение разместилось в здании бывшего Педагогического колледжа по адресу: Кемерово, пр. Ленина, 126А, что дало новый толчок для её развития, переоснащения современным реабилитационным оборудованием, открытием новых структурных подразделений.
В 2017 году в соответствии с распоряжением Коллегии Администрации Кемеровской области от 20.09.2017 № 399-р Учреждение переименовано в ГОУ «Кемеровский областной центр образования». Переименование Учреждения было вызвано необходимостью отражения многофункциональной деятельности. В 2019 году, на основании приказа Департамента образования и науки Кемеровской области от 23.12.2019 г. № 2478 «О переименовании учреждений, подведомственных Департаменту образования и науки Кемеровской области», Листа записи Единого государственного реестра юридических лиц от 27 марта 2020 года, учреждение получило название ГОУ «Кузбасский центр образования».
На начало 2019—2020 учебного года в школе обучалось 146 человек, в то время как в кадровый состав входило 82 сотрудника, в том числе 43 педагога, из которых 12 % были награждены Почетной грамотой Министерства образования и науки РФ, 6 % — Отличники народного просвещения, 35 % — областными медалями, 78 % — почётными грамотами и благодарственными письмами Департамента образования и науки Кемеровской области, два кандидата наук, а также три сертифицированных эксперта федерального уровня:
эксперт Национального чемпионата профессионального мастерства для людей с инвалидностью «Абилимпикс»,
эксперт в области создания и обеспечения безбарьерной среды для людей с инвалидностью и МГН Всероссийского общества инвалидов г. Москвы,
эксперт в области реабилитации лиц с тугоухостью и глухотой методом кохлеарной имплантации.

## Структура
Учреждение включает в себя:
1. Специализированное школьное отделение, осуществляющее обучение, воспитание и психолого-медико-педагогическое сопровождение детей с нарушениями слуха различных патологий, а также детей с тяжелыми нарушениями речи[2].
2. Центр дистанционного образования детей с особыми образовательными потребностями Кемеровской области - Кузбасса, осуществляющий организационно-методическое и техническое обеспечение образования детей-инвалидов с использованием дистанционных образовательных технологий Кемеровской области. В настоящее время организовано обучение более 250 детей-инвалидов с различными патологиями (в том числе с нарушением опорно-двигательного аппарата, нарушением зрения, общих соматических заболеваний и др.), и методическое сопровождение более 500 педагогических работников[3][4].
3. Центр обучения русскому жестовому языку, осуществляющий обучение и повышение квалификации служащих, преподавателей и переводчиков русского жестового языка, с целью использования его в общении и обучении лиц, имеющих нарушение слуха и речи[5].
4. Госпитальная школа «УчимЗнаем - Кузбасс» осуществляет обучение детей, находящихся на длительном лечении в медицинских организациях Кемеровской области - Кузбасса[6].
5. Методическая служба «Безбарьерная среда» осуществляет комплекс мероприятий по проведению семинаров, консультаций и методической поддержки образовательных организаций, участвующих в реализации Государственной программы «Доступная среда» по направлениям использования специализированного оборудования, а также обеспечения универсальной безбарьерной среды[7].

До 2001 года в структуру Учреждения входило структурное подразделение «Областная психолого-медико-педагогическая комиссия».

## Научно-методическая деятельность
Научно-методическая деятельность Учреждения ориентирована на два профильных направления:
- социализация обучающихся с нарушениями слуха, речи, тяжёлыми нарушениями развития;
- разработка и внедрение системного подхода дистанционного обучения детей с ОВЗ и инвалидностью.

В рамках первого направления апробируются экспериментальные программы коррекционно-развивающего направления, осуществляется разработка научно-методического сопровождения использования специализированного оборудования в реабилитации, абилитации детей с ОВЗ, внедряются инновационные технологии реабилитации: технологии кинезитерапии, метод нейропсихологической коррекции, методика В. В. Евминова, методика Э. Аветисова, А. Давыдова и др.
Отличительной особенностью слухо-речевого развития обучающихся в Учреждении является признание множественности путей речевого развития, исходя из ведущего типа коммуникации. Соответственно, применяются устный метод, билингвистический метод и метод тотальной коммуникации. Также эффективно реализуется верботональный метод, 3П-реабилитация, аудио-вербальный метод и др.
Учреждение является региональной инновационной площадкой по направлению «Создание эффективных механизмов адаптации и социализации детей, нуждающихся в поддержке государства» .
В рамках разработки системного подхода дистанционного обучения детей с ОВЗ и инвалидностью опубликовано более 20 научно-методических изданий (монографии, учебно-методические пособия, инновационные проекты и др.). Значительная часть научно-методических изданий отмечена высокими наградами Международной выставки-ярмарки «Экспо — Сибирь», Специализированной выставки «Образование. Карьера».
С 2014 года организована на постоянной основе Всероссийская заочная научно-практическая конференция «Теория и практика дистанционного обучения учащихся и молодёжи с ограниченными возможностями здоровья».
Постоянными партнёрами в проведении Конференции выступают Московский государственный психолого-педагогический университет, Кемеровский государственный университет, Университет при Межпарламентской Ассамблее ЕврАзЭС.
Конференция работает как ежегодная площадка обмена опыта для научно-педагогического сообщества, принимающего участие в развитии инклюзивного образования в России. В 2019 году в честь 5-летнего юбилея.
Конференция была отмечена Дипломом I степени Международной выставки-ярмарки «Экспо — Сибирь».

## Рейтинг и достижения Учреждения
По результатам профессиональной деятельности коллектива Кузбасский центр образования получил высокую экспертную оценку и признание образовательного сообщества:
- на протяжении нескольких лет Центр является лидером регионального рейтинга образовательных организаций, обучающих детей с ОВЗ и инвалидностью[14];
- учреждение включено в Национальный реестр «Ведущие образовательные учреждения России»[20];
- учреждение включено в Федеральный Реестр «Всероссийская Книга Почёта»[21];
- является лауреатом Конкурса "500 лучших образовательных организаций страны — 2019[22];
- опыт работы Центра представлен в общественно-информационном журнале «Школа года — 2019»[23];

В рамках «Московского международного салона образования 2019» представлены «Лучшие практики Кемеровской области».
В число ведущих образовательных организации Кемеровской области вошёл Кузбасский центр образования.
В 2019 году по итогам Кузбасского образовательного форума Центр образования был награждён серебряной медалью Кузбасской выставочной компании «Экспо-Сибирь» в номинации «Лучший экспонат», а также Дипломом I степени Администрации Кемеровской области.
Школьники Кузбасского центра образования в 2017, 2018, 2019 годах становились призёрами Национального чемпионата профессионального мастерства для детей с инвалидностью «Абилимпикс» в г. Москва.
- Диплом лауреата Всероссийского конкурса «500 лучших образовательных школ страны»
- Диплом Международной выставки-ярмарки
- Свидетельство региональной инновационной площадки
- Призёры Национального чемпионата профессионального мастерства для детей с инвалидностью «Абилимпикс» в г. Москва

## Региональный фестиваль детского творчества «Утренняя звезда»
Центр является организатором Регионального фестиваля детского творчества «Утренняя звезда», который проводится ежегодно и является уникальным конкурсом для детей с нарушением слуха.
- Жестовая песня "Мы дети твои, Россия"
- Жестовая песня "Я рисую этот мир"
- Пантомима «Море»
- Жестовая песня "Кузбасс-это каждый из нас"
- Жестовая песня "Мама"
- Инструментальный номер "Камаринская"